# 兴华苑站
兴华苑站位于中华人民共和国安徽省合肥市瑶海区新海大道与新蚌埠路交叉口地下，是合肥轨道交通1号线的地铁车站。工程站名物流大道站、新海大道站2023年7月1日开通使用。

## 车站结构
兴华苑站位于新海大道与新蚌埠路交叉口，沿新蚌埠路南北向布置，车站为地下两层单柱双跨岛式车站，站台宽度12m，共设4个出入口。

### 车站楼层
| B1 | 站厅                           | 出入口、票务服务、自动售票机、人工服务台 |  |
| B2 |                                | █ 1号线列车往九联圩方向 （瑶海公园）     |  |
| B2 | 岛式站台                       |                                          |  |
| B2 | █ 1号线列车往张洼方向 （张洼） |                                          |  |